# Ојл Сити (Пенсилванија)
Ојл Сити (енгл. Oil City) град је у америчкој савезној држави Пенсилванија. По попису становништва из 2010. у њему је живело 10.557 становника.

## Демографија
Према попису становништва из 2010. у граду је живело 10.557 становника, што је 947 (8,2%) становника мање него 2000. године.
| Група             | 2000.          | 2010.          |
| Белци             | 11.198 (97,3%) | 10.062 (95,3%) |
| Афроамериканци    | 102 (0,9%)     | 156 (1,5%)     |
| Азијати           | 33 (0,3%)      | 34 (0,3%)      |
| Хиспаноамериканци | 72 (0,6%)      | 129 (1,2%)     |
| Укупно            | 11.504         | 10.557         |